# Claus Peter Volkmann
Claus Peter Volkmann, Pseudonym nach 1945 Peter Grubbe, auch Klaus Volkmann (* 10. Dezember 1913 in Allenstein; † 29. Januar 2002 in Trittau) war ein deutscher Jurist und Publizist. Während der nationalsozialistischen Gewaltherrschaft war er im besetzten Polen unter anderem an der Deportation von Juden in die Vernichtungslager beteiligt. Nach Kriegsende arbeitete er in Westdeutschland lange Jahre unter falschem Namen als Journalist und war ein erfolgreicher Sachbuchautor, bis seine Identität aufgedeckt wurde.

## Leben
Volkmann, geboren am 10. Dezember 1913 in Allenstein, war ein Sohn Erich Otto Volkmanns, dieser war im Ersten Weltkrieg Generalstabsoffizier und wurde einer der Erfolgsschriftsteller im Nationalsozialismus. Seinen Bildungsweg an humanistischen Gymnasien in Potsdam und Stendal schloss er 1931 mit dem Abitur ab. Danach studierte er Rechtswissenschaften an den Universitäten Tübingen, Göttingen, München und Berlin. Zusätzlich belegte Volkmann Geopolitik und Zeitungswissenschaften. Als Nebentätigkeit schrieb er für die Frankfurter Zeitung. Im November 1939 schloss er mit dem zweiten Staatsexamen die juristische Ausbildung ab.
Bereits seit Dezember 1930 war Volkmann in der Hitlerjugend aktiv. Anfang Mai 1933 trat er der NSDAP bei (Mitgliedsnummer 2.280.558) und Anfang November 1933 der SS. Zudem engagierte sich Volkmann ab Anfang Juni 1933 im Bund Deutscher Osten.

### Zweiter Weltkrieg
Nach Beginn des Zweiten Weltkrieges war Volkmann ab Ende 1939 in Krakau persönlicher Referent von Staatssekretär Josef Bühler im Generalgouvernement (GG). Ab Anfang November 1940 war er stellvertretender Kreishauptmann im Kreis Radzyn und in gleicher Funktion von April bis Juli 1941 im Kreis Krasnystaw tätig. In dieser Zeit veranlasste er die Ghettoisierung im Distrikt Lublin. Die „Umsiedlung“ der Juden in Krasnystaw durch Volkmann verlief chaotisch. Auch hatte er die Vertreibung von 1.200 Juden und die Errichtung zweier „Straflager“ zu verantworten. Von August 1941 bis Mitte 1942 war er Kreishauptmann im Kreis Kolomea. Die Ghettoisierung durch Volkmann in Kolomea verlief ebenfalls chaotisch. Kreishauptmann Volkmann trat als arroganter und brutaler Herrenmensch auf, es ist überliefert, dass er anfänglich manchmal Ohrfeigen verabreichte, wenn er die Bevölkerung als allzu unverschämt wahrnahm. In Kolomea organisierte er die Deportation von Juden in das Vernichtungslager Belzec. Nach Zeugenaussagen habe Volkmann gegen Zahlungen zugelassen, dass einige Juden zunächst zurückgestellt wurden. Wegen wirtschaftlicher Unregelmäßigkeiten – wahrscheinlich aufgrund von persönlicher Bereicherung – wurde er danach zur Wehrmacht eingezogen.
Im Frühjahr 1943 wurde er auf Intervention von Ludwig Losacker wieder im GG eingesetzt und wurde Kreishauptmann im Kreis Lowitsch. Dort verfügte er Repressionen wie Razzien gegen die polnische Bevölkerung, „Verhaftungen und Einweisungen in Volkmanns Arbeitslager Małszyce“ und sorgte für „die unbedingte Aufrechterhaltung der Autorität der Deutschen Verwaltung“. Später erhielt Volkmann durch Generalgouverneur Hans Frank das Kriegsverdienstkreuz I. Klasse.

### In der Nachkriegszeit
Nach Kriegsende wurde Volkmann als Kriegsverbrecher gesucht, er nahm daher den Namen Peter Grubbe an, in Anlehnung an eine Romanfigur gleichen Nachnamens in einem Roman von Jacobsen. Volkmann alias Grubbe machte Karriere als Journalist und Sachbuchautor. Zunächst war er ab 1949 für die Frankfurter Allgemeine Zeitung Korrespondent in London. Von 1953 war Grubbe dort und von 1958 bis 1963 in Hamburg Auslandskorrespondent der Zeitung Die Welt. Ab 1963 arbeitete Grubbe als Redakteur für den Stern, später auch für Die Zeit. Grubbe arbeitete ferner für den Rundfunk, wo er die NDR-Sendung „Vor unserer Tür“ gestaltete.
Der allmählich als linksliberal geltende Grubbe, weithin geachtet und „zu den kritischen Edelfedern im deutschen Journalismus“ gehörig, bereiste Afrika und Asien, berichtete über Fehler der Entwicklungspolitik und produzierte über 40 Fernsehfilme. Zudem gehörte er dem Beirat der Gesellschaft für bedrohte Völker an.
Gegen Volkmann und weiteres Personal seiner Dienststelle in Kolomea wurde seitens der Staatsanwaltschaft Darmstadt ab 1963 wegen Mordes beziehungsweise Beihilfe zum Mord ermittelt. Volkmann sagte dort 1967 selbst zur Sache aus, konnte sich jedoch nur bedingt an sein Wirken in Kolomea erinnern. Das Verfahren wurde am 30. Mai 1969 durch die Staatsanwaltschaft Darmstadt mangels Tatverdacht eingestellt, da die „Individualisierung“ der Taten unmöglich gewesen sei. Im Fall Volkmann nahm das Gericht an, ihm müsse der Zweck der Selektionen als Zivilbeamten objektiv und subjektiv nicht klar gewesen sein. Diese Feststellung beurteilte Thomas Kleine-Brockhoff als „erstaunlich“, insofern Volkmanns Stellvertreter (und Mitbewohner in seinem Haus in Kolomea) zu Protokoll gegeben habe, er habe spätestens seit Dezember 1941 die Bedeutung der Begriffe „Aussiedlung“ und „Sonderbehandlung“ gekannt.
1968 veröffentlichte der 1954 in die DDR emigrierte Schriftsteller westdeutscher Herkunft Werner Steinberg einen Kriminalroman mit Elementen aus Volkmanns Vergangenheit, der 1970 weite Verbreitung fand. Volkmann alias Grubbe erscheint dort unter den Namen Klaus Volkmann und Peter Grob. Er schickte den Roman mit Hinweisen zu Volkmann an den Stern, erhielt aber keine Antwort. Steinberg hatte Volkmann nach dem Krieg 1946 beschäftigt, seine Identität schon damals entdeckt und ihn bei der Stuttgarter Staatsanwaltschaft angezeigt. Bei Hausdurchsuchungen wurde laut Steinbergs Autobiografie gefälschte Formulare für eine neue Identität gefunden. Grubbe habe sich aber nach einer Warnung absetzen können. Laut Markus Roth hatte Steinberg noch „alte Rechnungen“ offen. 1983 gab es eine Neuauflage des Romans, in dessen Nachwort Steinberg ausdrücklich auf die Vergangenheit Volkmanns aufmerksam machte.
1989 enthüllte Steinberg in der DDR-Literaturzeitschrift Sinn und Form erneut Volkmanns Identität und beschuldigte ihn schwerster Verbrechen. Auch dies drang in Ost- und Westdeutschland zunächst kaum an eine breitere Öffentlichkeit, obwohl Volkmanns Duzfreund Axel Eggebrecht davon erfuhr. Eggebrecht schrieb Volkmann-Grubbe 1990, woraufhin dieser in einer Stellungnahme allgemein Fehler eingestand, aber auch Steinberg, der wegen Flugblattaktionen im KZ inhaftiert gewesen war, als fanatischen Nazi und als Stasimitarbeiter verleumdete. Volkmanns NS-Vergangenheit wurde nicht weiter beachtet. In Deutschland lebte er in Lütjensee.
Die Identität Volkmanns wurde im September 1995 durch den Journalisten Philipp Maußhardt in der taz erneut publik gemacht: „Es gibt zwei Leben vor dem Tode“. Kurz darauf rechtfertigte sich Volkmann in einem Interview mit dem Magazin Der Spiegel über seine Tätigkeit als Kreishauptmann von Kolomea und wies jede Schuld und Verantwortung für die in seinem Verantwortungsbereich begangenen Verbrechen im Zuge des Holocaust von sich. Volkmann behauptete, er habe mitgemacht, um „in bescheidenen Grenzen“ Leben retten zu können; Geldzahlungen seien dabei nicht im Spiel gewesen.
In der Berichterstattung wurden Volkmanns Einlassungen den Aussagen überlebender Juden aus Kolomea gegenübergestellt und seine Glaubwürdigkeit bezweifelt. In Kommentaren wurde die Verdrängung bedauert; man habe gerade ihm eine selbstkritischere Haltung zugetraut und abverlangt. Tilman Zülch strich den Namen Grubbes stillschweigend aus der Beiratsliste der Gesellschaft für bedrohte Völker, bevor die Enttarnung öffentlich wurde.
Volkmann war dreimal verheiratet: Bis 1948 war er mit Ada von Maynitz verheiratet. Er hatte sie im Amt Canaris kennengelernt. Seine zweite Frau, eine 1933 emigrierte Jüdin, Nadine, Tochter eines Berliner Professors, heiratete er 1949 in London. Die Ehe wurde aufgrund der Rückkehr Volkmanns nach Deutschland 1958 geschieden. Er starb am 29. Januar 2002 in Trittau.

## Bewertungen und Einordnungen
Volkmann äußerte gegenüber dem Spiegel, seine Geschichte sei „eine normale deutsche Geschichte“. Für den in der DDR lebenden Schriftsteller Werner Steinberg war Volkmann ein Opportunist, der „wie ein Chamäleon“ die Farbe seiner Gesinnung wechselte. Götz Aly sah in diesem Lebensweg einen „furchtbaren Normalfall“ der deutschen Gesellschaft.

## Künstlerische Verarbeitung der Biografie
Die Biografie Volkmanns alias Grubbe war nach Steinbergs Roman Und nebenbei ein Mord von 1968 Vorlage des 2003 erschienenen Romans Der Feigling von Jost Nolte. Bei Hans Joachim Schädlich erscheint Volkmann als ein Beispiel der Unmenschlichkeit. Er lässt ihn in La Begude auf einen Zeugen treffen, der ihn enttarnt.